# Olena Kurylo

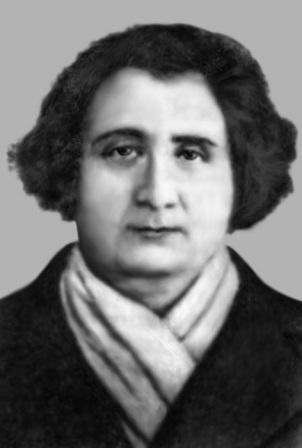
Olena Kurylo

Olena Boryssiwna Kurylo (ukrainisch Олена Борисівна Курило, belarussisch Алена Барысаўна Курыла; geboren am 6. Oktober 1890 in Slonim, Gouvernement Grodno, Russisches Kaiserreich; gestorben nach 1946) war eine ukrainisch-sowjetische Autorin, Sprachwissenschaftlerin und Lehrerin belarussischer Herkunft.

## Biografie
Kurylos Familie war jüdisch. Sie lebte seit 1892 in Warschau. Ab 1908 studierte sie an der philosophischen Fakultät der Albertus-Universität Königsberg. Ab 1910 studierte sie an der Universität Warschau. Es ist möglich, dass die erste Person, die ihr Interesse an der ukrainischen Kultur weckte, Jewhen Tymtschenko war, ein ukrainischer Sprachwissenschaftler und Vertreter der „populistischen“ Strömung in der ukrainischen Sprachwissenschaft. Der zweite Faktor war ihre Ehe mit Dmytro Kurylo, einem Studenten der Universität Warschau, der später Unteroffizier der Armee der Ukrainischen Volksrepublik (UNR) und Angestellter der Pressestelle der diplomatischen Vertretung der UNR in Warschau wurde. 1915 wurden wegen des Ersten Weltkriegs die Prüfungen der Kurse der Universität nach Rostow am Don verlegt. 1917 schloss sie ihr Lehramtsstudium ab.
Kurylo zog nach Kiew. Seit dem Bestehen des Ukrainischen Staates 1918 beteiligte Kurylo sich aktiv an der Ukrainisierung der Schulen und an der Entwicklung der ukrainischen Terminologie aus verschiedenen Wissensgebieten. Da in den vom Russischen Kaiserreich regierten Gebieten bis 1917 fast kein Ukrainischunterricht existierte, war eine Situation entstanden, in der zahlreiche ukrainischsprachigen Menschen nur auf Russisch lesen und schreiben konnten. Kurylo spielte eine wichtige Rolle bei der Normalisierung der ukrainischen Literatursprache und der ukrainischen wissenschaftlichen Terminologie, insbesondere der Botanik und Chemie, die sie aus einer puristischen und ethnographischen Position heraus anging. Sie verfasste das „Russisch-Ukrainische Wörterbuch der medizinischen Terminologie“ und das „Wörterbuch der ukrainischen physikalischen Terminologie“. Zu dieser Zeit gab es für viele wissenschaftlichen Begriffe noch keine Entsprechungen in der ukrainischen Sprache, daher mussten sie praktisch erfunden werden. Außerdem verfasste sie das Buch „Einführende Grammatik der ukrainischen Sprache.“ George Shevelov, ein ethnischer Deutscher, der das erste ukrainische Gymnasium besuchte und dieses Buch zum Erlernen der ukrainischen Sprache verwendete, kommentierte es folgenderweise:

„Es wurde von 1918 bis 1926 kontinuierlich veröffentlicht und neu aufgelegt. Dieses Buch, das von Millionen ukrainischer Schulkinder ohne Übertreibung studiert wurde, hinterließ mit seinen elf Auflagen vielleicht einen größeren Eindruck im Gedächtnis der damaligen Generation als viele andere Bücher. Es war kein wissenschaftliches Werk, es war ein praktisches Lehrbuch für Kinder, es gab kein wissenschaftliches System vor, das vorgab, streng wissenschaftlich zu sein, sondern es vermittelte Liebe zu seinem Land und seiner Sprache.“

Sie lehrte von 1921 bis 1923 am Kiewer Institut für öffentliche Bildung. 1923 verfasste sie das erste Programm zur Sammlung ukrainischer Volksgesten, Gesichtsausdrücken, Kinderausrufen, und Spitznamen. Nach der Arbeit am Institut für öffentliche Bildung konzentrierte sie sich an der Nationalen Akademie der Wissenschaften auf die wissenschaftliche Arbeit. Sie beschäftigte sich mit Rechtschreibung, Terminologie, Dialektologie, Phonologie, Ethnographie und Wortbildung. Zunächst war Kurylo praktisch die einzige Spezialistin und dementsprechend Beraterin am Institut für Sprachwissenschaft, doch im Laufe der Zeit lernten die Mitarbeiter des Instituts ihre Lektionen und sie konzentrierte sich mehr auf Fragen der Syntax, Phonologie, Dialektologie und die Geschichte der ukrainischen Sprache. Ihre Herangehensweise entwickelte sich allmählich von einem rein phonetischen Ansatz zu einem strukturalistisch-phonologischen. Am 1. Juli 1925 wurde Kurylo als Mitglied der Ethnographischen Kommission der Ukrainischen Akademie der Wissenschaften aufgeführt. Aus dem Bericht der Ukrainischen Akademie der Wissenschaften für 1926 geht hervor, dass Kurylo Mitglied der Lokalgeschichtskommission war. 1930 war sie Mitglied der Dialektologischen Kommission und stellvertretende Direktorin der Abteilung der ukrainischen Sprache des Instituts für Linguistik der Akademie der Wissenschaften. Außerdem war sie Mitglied der Wissenschaftlichen Gesellschaft Schewtschenko.
Kurylo legte Wert auf die Melodie der Sprache und äußerte dementsprechend Einwände oder Empfehlungen hinsichtlich der Verwendung einiger Konstruktionen, die in anderen slawischen Wörtern Entsprechungen hatten. Insbesondere war die Aufrechterhaltung eines Gleichgewichts zwischen Vokalen und Konsonanten für sie wichtig. Außerdem analysierte sie auch die Dialekte der ukrainischen Sprache. Die gewonnenen Daten führten sie zu dem Schluss, dass die ukrainische Sprache „aus ursprünglich unterschiedlichen Sprachgruppen“ entstanden sei. Die Dialekte seien direkt aus dem Urslawischen hervorgegangen, ohne dass es eine gemeinsame Entwicklungsstufe gab. Der moderne Unterschied zwischen dem Osten und dem Westen der Ukraine soll also bis in die Antike zurückreichen.
Kurylos Arbeit endete, als die sowjetische Regierung begann, die Ukrainisierung als Gefahr für die USSR zu sehen und zu einer traditionellen Politik zurückkehrte. Die Bolschewiki warfen den ukrainischen Sprachwissenschaftlerinnen und Sprachwissenschaftlern vor, sie hätten gesagt, die ukrainische Sprache sei anders als die russische, und sie seien zu nachlässig gewesen, darüber zu sprechen. Nach der kommunistischen Idee sollten alle Sprachen irgendwann zu einer einzigen verschmelzen, daher war die Hauptströmung in der sowjetischen Linguistik die maximale Annäherung aller Sprachen an das Russische. Wenn in der Sprachwissenschaft das europäische Original als Grundlage für die Wortbildung verwendet werden würde und nicht dessen russisches Äquivalent, wurde dies als bürgerlicher Nationalismus interpretiert. Die Forscher des Instituts für Linguistik bezeichneten Kurylo als Klassenfeindin. Seit 1932 sind keine Artikel mit Kurylos Unterschrift mehr erschienen. Vom 4. bis 21. Februar 1933 wurde sie wegen Zugehörigkeit zu einer „konterrevolutionären, nationalistischen Organisation“ inhaftiert. Danach zog sie nach Moskau um.
In Moskau arbeitete sie als Lehrerin am Regionalpädagogischen Institut. Am 5. Oktober 1938 wurde sie erneut verhaftet und zu acht Jahren Haft in einem Gulag verurteilt. Sie verbüßte ihre Strafe in Qaraghandy. Am 5. Oktober 1946 wurde sie entlassen. Ihr wurde das Wohnen in vielen Gegenden, inklusive der Ukraine, verboten. Ihre wissenschaftliche Tätigkeit war untrennbar mit der Ukraine, der Ukrainischen Akademie der Wissenschaften und der ukrainischen Sprache verbunden. In der Atmosphäre der Sowjetunion in den 1930er Jahren und später hatte Kurylo keine Gelegenheit zu wissenschaftlicher Kreativität oder zeigte keinen Willen, sich dieser zu widmen. Nach ihrer Freilassung begab sie sich angeblich in den Norden der RSFSR, wo sie später starb.

## Nachwirkung
Sie wurde 1989 rehabilitiert. Im April 2018 wurde durch einen Beschluss des Kiewer Stadtrats eine Straße im Rajon Swjatoschyn nach Kurylo benannt. Im Mai 2023 wurde durch einen Beschluss des Stadtrats von Kropywnyzkyj eine Straße in der Stadt nach ihr benannt.